# Ophiopyrgus australis
Ophiopyrgus australis är en ormstjärneart som beskrevs av Jean Baptiste François René Koehler 1900. Ophiopyrgus australis ingår i släktet Ophiopyrgus och familjen fransormstjärnor. Inga underarter finns listade i Catalogue of Life.